# Épreuves par équipes masculines de saut à ski aux Jeux olympiques de 2022
Pour des articles plus généraux, voir Saut à ski aux Jeux olympiques de 2022 et Jeux olympiques d'hiver de 2022.
Navigation
Pyeongchang 2018 Milan-Cortina 2026
L'épreuve par équipes masculine de saut à ski aux Jeux olympiques de 2022 sur le tremplin normal se déroule le 14 février 2022 au Ruyi des neiges.
L'épreuve est remportée par les Autrichiens, devant les Slovènes et les Allemands.

## Organisation

### Site
.

### Calendrier
L'épreuve se déroule le 14 février à partir de 19h00 heure locale (UTC+8).
| Date            | Manche | Horaire | Horaire |
| --------------- | ------ | ------- | ------- |
| 14 février 2022 | Finale | 19:00   |         |

## Résultats
|                                     |                        |                                                                                  | Manche 1                | Manche 1                      | Manche 1 | Manche finale           | Manche finale                 | Manche finale | Total                         |
| Rang                                | Dossard                | Pays                                                                             | Distance (m)            | Pays                          | Rang     | Distance (m)            | Points                        | Rang          | Points                        |
| ----------------------------------- | ---------------------- | -------------------------------------------------------------------------------- | ----------------------- | ----------------------------- | -------- | ----------------------- | ----------------------------- | ------------- | ----------------------------- |
| Médaille d'or, Jeux olympiques      | 10 10–1 10–2 10–3 10–4 | Autriche Stefan Kraft Daniel Huber Jan Hörl Manuel Fettner                       | 127.5 130.5 133.0 128.0 | 458.4 111.6 116.1 120.2 110.5 | 2        | 121.5 129.0 137.5 128.0 | 484.3 119.7 115.1 130.5 119.0 | 1             | 942.7 231.3 231.2 250.7 229.5 |
| Médaille d'argent, Jeux olympiques  | 8 8–1 8–2 8–3 8–4      | Slovénie Lovro Kos Cene Prevc Timi Zajc Peter Prevc                              | 134.0 132.0 124.0 129.0 | 467.4 126.7 119.3 110.6 110.8 | 1        | 120.0 132.0 126.0 127.0 | 467.0 107.7 126.3 117.0 116.0 | 3             | 934.4 234.4 245.6 227.6 226.8 |
| Médaille de bronze, Jeux olympiques | 11 11–1 11–2 11–3 11–4 | Allemagne Constantin Schmid Stephan Leyhe Markus Eisenbichler Karl Geiger        | 126.5 127.5 136.0 121.0 | 446.5 112.7 108.7 119.4 105.7 | 4        | 122.0 129.0 139.5 128.0 | 476.4 106.6 113.3 137.5 119.0 | 2             | 922.9 219.3 222.0 256.9 224.7 |
| 4                                   | 9 9–1 9–2 9–3 9–4      | Norvège Halvor Egner Granerud Daniel-André Tande Robert Johansson Marius Lindvik | 138.0 130.5 125.5 121.0 | 456.5 128.3 118.2 109.7 100.3 | 3        | 118.5 124.0 136.5 126.5 | 465.6 108.5 113.7 127.8 115.6 | 4             | 922.1 236.8 231.9 237.5 215.9 |
| 5                                   | 7 7–1 7–2 7–3 7–4      | Japon Yukiya Satō Naoki Nakamura Junshirō Kobayashi Ryōyū Kobayashi              | 126.0 124.5 128.5 134.0 | 438.5 110.8 96.6 105.1 126.0  | 5        | 124.0 122.0 120.0 132.5 | 444.3 114.9 97.8 99.0 132.6   | 6             | 882.8 225.7 194.4 204.1 258.6 |
| 6                                   | 6 6–1 6–2 6–3 6–4      | Pologne Piotr Żyła Paweł Wąsek Dawid Kubacki Kamil Stoch                         | 118.0 131.5 122.0 137.0 | 434.5 96.4 116.1 95.5 126.5   | 6        | 125.5 120.0 126.0 127.5 | 445.6 119.5 97.2 107.5 121.4  | 5             | 880.1 215.9 213.3 203.0 247.9 |
| 7                                   | 4 4–1 4–2 4–3 4–4      | ROC Danil Sadreev Roman Trofimov Mikhail Nazarov Evgeniy Klimov                  | 128.5 127.0 120.0 118.0 | 410.6 115.4 103.1 92.8 99.3   | 7        | 119.0 119.5 117.0 121.0 | 395.9 100.4 99.7 89.3 106.5   | 8             | 806.5 215.8 202.8 182.1 205.8 |
| 8                                   | 5 5–1 5–2 5–3 5–4      | Suisse Dominik Peter Gregor Deschwanden Simon Ammann Killian Peier               | 112.0 122.0 116.0 118.5 | 367.0 87.7 103.6 87.5 88.2    | 8        | 119.0 123.5 121.5 124.0 | 424.5 103.4 110.6 104.9 105.6 | 7             | 791.5 191.1 214.2 192.4 193.8 |
| 9                                   | 3 3–1 3–2 3–3 3–4      | Tchéquie Viktor Polášek Čestmír Kožíšek Filip Sakala Roman Koudelka              | 108.0 109.0 101.0 107.5 | 279.5 76.8 70.9 55.4 76.4     | 9        | Non-qualifiés           | Non-qualifiés                 | Non-qualifiés | Non-qualifiés                 |
| 10                                  | 2 2–1 2–2 2–3 2–4      | États-Unis Decker Dean Patrick Gasienica Kevin Bickner Casey Larson              | 92.5 105.5 103.0 106.0  | 261.0 69.3 59.7 63.5 68.5     | 10       | Non-qualifiés           | Non-qualifiés                 | Non-qualifiés | Non-qualifiés                 |
| 11                                  | 1 1–1 1–2 1–3 1–4      | Chine Zhen Weijie Lyu Yixin Song Qiwu Zhou Xiaoyang                              | 84.0 90.0 86.0          | 115.0 13.5 35.3 31.7 34.5     | 11       | Non-qualifiés           | Non-qualifiés                 | Non-qualifiés | Non-qualifiés                 |